# شبیطه مختار
شبیطه مختار (به عربی: شبیطة مختار) یک شهرداری در الجزایر است که در استان الطارف واقع شده‌است. شبیطه مختار ۲۰٬۹۱۳ نفر جمعیت دارد.